# مسجد و آرامگاه پیر عمر
مسجد و مقبره پیر عمر مربوط به دوره صفوی است و در سنندج، خ، امام، کوچه لشکر واقع شده و این اثر در تاریخ ۲۵ اسفند ۱۳۷۸ با شمارهٔ ثبت ۲۶۱۵ به‌عنوان یکی از آثار ملی ایران به ثبت رسیده است.